# Desmodium angustatum
Desmodium angustatum är en ärtväxtart som först beskrevs av Joseph Nelson Rose och Paul Carpenter Standley, och fick sitt nu gällande namn av Paul Carpenter Standley. Desmodium angustatum ingår i släktet Desmodium och familjen ärtväxter. Inga underarter finns listade i Catalogue of Life.